# Constitution du Danemark
La constitution du Danemark est la loi suprême régissant le fonctionnement de l'État danois. Le pays a connu trois constitutions au cours de son histoire : 
- la Constitution du 5 juin 1849 ;
- la Constitution du 28 juillet 1866 ;
- la Constitution du 5 juin 1953, actuellement en vigueur.